# 蒲海清
蒲海清（1941年12月—），男，四川南部人，中华人民共和国政治人物。中共第十五、十六屆中央委員，重庆直辖后的首任市长。

## 生平
1961年考入重庆大学冶金系，1966年毕业后在重钢四厂薄板车间担任技术员，此后升为副主任、党总支副书记、书记、副厂长，1973年11月加入中国共产党，1981年7月任重钢经理助理，1982年12月升任重庆钢铁公司经理。
1985年1月，蒲海清调任四川省计划经济委员会副主任，同年5月任四川省副省长（兼任省计经委主任），1988年1月任国务院三线建设调整改造规划办公室副主任，1993年任四川省常务副省长，1994年8月任四川省委副书记，1996年任四川省委常务副书记、重庆市委副书记。
1996年6月26日，蒲海清在新成立的重庆市直辖筹备领导小组任副组长，同年9月18日被选举为重庆市代市长。1997年6月15日，蒲海清在重庆市第一届人民代表大会第一次会议上当选为重庆直辖市首任市长，1998年5月任国务院三峡工程建设委员会副主任。
1999年6月11日，蒲海清被任命为国家冶金工业局局长（正部长级），2003年10月30日任国务院三峡工程建设委员会办公室主任。2008年，担任全国人大常委会委员、全国人大环境与资源保护委员会副主任委员。